# Islandzkie nazwiska

Przykład tworzenia nazwisk patronimicznych dwojga dzieci wspólnego ojca

Islandzkie nazwiska różnią się od większości stosowanych w kulturze europejskiej tym, że będąc patronimicznymi (czasem matronimicznymi), odnoszą się jedynie do ojca lub matki, nie zaś do całego rodu (rodziny). Z tego względu niekiedy nie są uznawane za nazwiska.
Choć kultura Islandii jest w znacznej części wspólna z kulturą krajów skandynawskich (Norwegia, Szwecja i Dania), jedynie tam zachował się stary skandynawski system nazwisk. Zasadniczo nie używa się w nim nazwisk rodowych, tylko utworzonych od imienia ojca (czasem matki). Na Islandii funkcjonują także nazwiska pojedyncze (we współczesnym sensie europejskim), z których większość została odziedziczona po przodkach nie-Islandczykach, a część została zaadaptowana. Do 1925 adaptowanie nowych nazwisk było legalne (zrobił tak np. islandzki pisarz, laureat Nagrody Nobla Halldór Laxness); odtąd zezwala się na to wyłącznie wtedy, jeśli dana osoba ma prawo do nazwiska dzięki spadkowi.

## Typowe nazwiska
Przykładowy Islandczyk, Jón Einarsson, ma syna imieniem Ólafur. Jednak nazwiskiem Ólafura nie będzie Einarsson (jak jego ojca) a Jónsson – co dosłownie oznacza syn Jóna. Por. polskie nazwiska Janowicz, czy Adamowicz, które powstały niegdyś według niemal identycznej zasady. Ta sama konstrukcja funkcjonuje w odniesieniu do kobiet: córka Jóna Einarssona – Sigríður, również nie będzie się nazywać Einarsson, a Jónsdóttir (dosłownie córka Jóna).
Niekiedy nazwisko tworzone jest nie od pierwszego, lecz od środkowego imienia ojca. Np. jeśli Jón jest synem Hjálmara Örna Vilhjálmssona – może się nazywać Jón Hjálmarsson (Jón, syn Hjálmara) lub Jón Arnarson (Jón, syn Örna). Dzieje się tak, gdy ojciec woli stosować swe drugie imię lub gdy rodzice uznają, że takie połączenie będzie lepiej brzmiało. W przeciwieństwie do większości przypadków na świecie, mężatka nie zmienia nazwiska i pozostaje przy swym panieńskim.
Zdarza się również, że ludzie z tego samego kręgu noszą identyczne imiona i nazwiska. Rozróżnia się ich wówczas za pomocą imion dziadków: np. Jón Þórsson Bjarnarson (Jón, syn Þóra syna Bjarnara) i Jón Þórsson Hallsson (Jón, syn Þóra syna Halla). Sposób ten nie jest stosowany zbyt powszechnie, ale jego ślady spotkać można już w pradawnych sagach. W książkach telefonicznych dla odróżnienia osób o tym samym imieniu i nazwisku dodaje się ich profesje: np. Jón Arnarson, lekarz i Jón Arnarson, profesor.

## Wybór nazwisk matronimicznych
Zdecydowana większość Islandczyków nosi nazwisko po ojcu, jednak w niektórych przypadkach z różnych powodów tworzy się także nazwiska od imienia matki. Czasem wynika to z pragnienia zerwania jakichkolwiek więzi z ojcem przez potomka lub jego prawnych opiekunów. Niekiedy Islandczycy zaznaczają w ten sposób swój styl czy odmienność (np. niektóre feministki decydują się na to dla publicznego zamanifestowania swych przekonań). We wszystkich tych przypadkach konwencja pozostaje jednak taka sama: Ólafur, syn Bryndís będzie się nazywał Ólafur Bryndísarson (dosł. Ólafur syn Bryndís).

## Uwarunkowania kulturowe
Przedstawicieli innych kultur dziwi często fakt, że wszyscy Islandczycy mówią do siebie po imieniu. Np. byłego premiera Halldóra Ásgrímssona nie nazywano Ásgrímsson (czy pan Ásgrímsson), lecz Halldór (mógłby być nazywany i drugim imieniem). Dla Islandczyka własne nazwisko nie jest częścią jego osoby, a określeniem, kim jest: Halldór jest Ásgrímsson, tj. synem Ásgrímura.
Inny przykład takiego sposobu zwracania się daje znana islandzka piosenkarka Björk, co wcale nie jest jej pseudonimem artystycznym (czy sposobem artystycznego wyrazu lub określenia się, jak np. Sting = ang. żądło). Björk (dosłownie: Brzoza) jest imieniem własnym Björk Guðmundsdóttir, którego normalnie użyłby Islandczyk zwracając się do niej w sposób formalny lub familiarnie.
Jedną z konsekwencji tego jest fakt, że na Islandii rejestry i wszelkie wykazy osób (jak np. w książkach telefonicznych) układane są alfabetycznie według imion, a nie nazwisk.
W czteroosobowej rodzinie możliwe są zatem cztery różne nazwiska: ojciec Jón Einarsson, matka Bryndís Atladóttir oraz ich dzieci: Ólafur Jónsson i Sigríður Jónsdóttir. Oznacza to również, że nazwisko niekoniecznie jest określnikiem stanu cywilnego – własnego czy rodziców. Łatwo może to prowadzić do nieporozumień i kłopotów, gdy Islandczycy wyjeżdżający za granicę brani są przez obce służby kontrolne za porywaczy lub gdy w hotelu bywają zmuszani do udowodniania swego małżeństwa. Opuszczający swój kraj (np. przy wyjeździe na studia), dla uproszczenia często podają nazwisko mężczyzny jako nazwisko wszystkich członków swojej rodziny. Dla wielu kobiet taka dostosowawcza zmiana kulturowa jest nieprzyjemna, również dlatego, że same zmiany nazwiska są na Islandii niezwykle rzadkie. Za granicą niemiły bywa też dla Islandczyków zwyczaj zwracania po nazwisku zamiast po imieniu.